# Taeromys hamatus
Taeromys hamatus  (Miller & Hollister, 1921) è un roditore della famiglia dei Muridi endemico di Sulawesi.

## Descrizione

### Dimensioni
Roditore di medie dimensioni, con la lunghezza della testa e del corpo tra 180 e 213 mm, la lunghezza della coda tra 177 e 205 mm, la lunghezza del piede tra 42 e 46 mm, la lunghezza delle orecchie tra 24 e 25 mm e un peso fino a 220 g.

### Aspetto
La pelliccia è soffice e densa. Le parti superiori sono grigio scuro con dei riflessi giallo-brunastri, mentre le parti ventrali sono grigio-giallastre. Le vibrisse sono lunghe. Le zampe sono bruno-nerastre con le dita bianche. La coda è più corta della testa e del corpo, è bruno-nerastra con l'estremità bianca.

## Biologia

### Comportamento
È una specie terricola e notturna.

### Alimentazione
Si nutre di frutta.

## Distribuzione e habitat
Questa specie è diffusa nelle zone montane della parte centrale di Sulawesi.
Vive nelle foreste pluviali tropicali primarie sempreverdi tra 1.280 e 2.287 metri metri di altitudine.

## Conservazione
La IUCN Red List, considerata la mancanza di informazioni recenti sull'areale e lo stato della popolazione, classifica T.hamatus come specie con dati insufficienti (DD).